# Diecezja Port Harcourt

umiejscowienie diecezji na mapie

Diecezja Port Harcourt – diecezja rzymskokatolicka  w Nigerii. Powstała w 1961.

## Biskupi diecezjalni
- Biskupi Port Harcourt 
  - Bp Camillus Archibong Etokudoh (2009–2025)
  - Bp Alexius Obabu Makozi (1991–2009)
  - Bp Godfrey Okoye, C.S.Sp. (1961–1970)